# Ibala
Ibala Fitzpatrick, 2009 è un genere di ragni appartenente alla famiglia Gnaphosidae.

## Distribuzione
Le 17 specie note di questo genere sono diffuse in Africa meridionale: ben sei specie sono endemiche della Namibia, e altre sei dello Zimbabwe.

## Tassonomia
Le caratteristiche di questo genere sono state determinate sulla base delle analisi effettuate sugli esemplari di Setaphis arcus Tucker, 1923.
Non sono stati esaminati esemplari di questo genere dal 2010.
Attualmente, a ottobre 2015, si compone di 17 specie:
1. Ibala arcus (Tucker, 1923)[2] — Zimbabwe, Sudafrica
2. Ibala bilinearis (Tucker, 1923) — Sudafrica
3. Ibala bulawayensis (Tucker, 1923) — Zimbabwe, Sudafrica
4. Ibala declani Fitzpatrick, 2009 — Zimbabwe
5. Ibala gonono Fitzpatrick, 2009 — Zimbabwe
6. Ibala hessei (Lawrence, 1928) — Namibia
7. Ibala isikela Fitzpatrick, 2009 — Zimbabwe, Zambia
8. Ibala kaokoensis (Lawrence, 1928) — Namibia
9. Ibala kevini Fitzpatrick, 2009 — Zimbabwe
10. Ibala kylae Fitzpatrick, 2009 — Zimbabwe
11. Ibala lapidaria (Lawrence, 1928) — Namibia
12. Ibala mabalauta Fitzpatrick, 2009 — Zimbabwe
13. Ibala minshullae Fitzpatrick, 2009 — Zimbabwe
14. Ibala okorosave Fitzpatrick, 2009 — Namibia
15. Ibala omuramba (Lawrence, 1927) — Namibia
16. Ibala quadrativulva (Lawrence, 1927) — Namibia
17. Ibala robinsoni Fitzpatrick, 2009 — Zimbabwe, Botswana

### Sinonimi
- Ibala calviniensis (Tucker, 1923); trasferita dal genere Setaphis Simon, 1893, e posta in sinonimia con Ibala arcus (Tucker, 1923) a seguito di un lavoro dell'aracnologa Fitzpatrick del 2009[1].